# Campeonato Latinoamericano de Boxeo Amateur
El Campeonato Latinoamericano de Boxeo Amateur fue una competición de púgiles aficionados en la cual había delegaciones que representaban a diversos países. Fue el sucesor del Campeonato Sudamericano de Boxeo Amateur, realizado por primera vez en 1920, y de la Olimpiada Latinoamericana, que se disputó por única vez en 1922. Estos campeonatos fueron organizados por la Confederación Latinoamericana de Box. De acuerdo a reseñas de la época, en general los torneos se caracterizaron por una gran respuesta de público, debido a la popularidad del boxeo en esos años.

## Competencia
A lo largo de su historia, hubo una modalidad de competencia que se reiteraba según las regulaciones de la Confederación Latinoamericana de Boxeo Amateur. Esta consistía en tres ruedas o jornadas pugilistas donde los representantes de cada país competían divididos en las categorías Mosca, Gallo, Pluma, Liviano, Mediomediano, Mediano, Mediopesado y Pesado.

## Historia

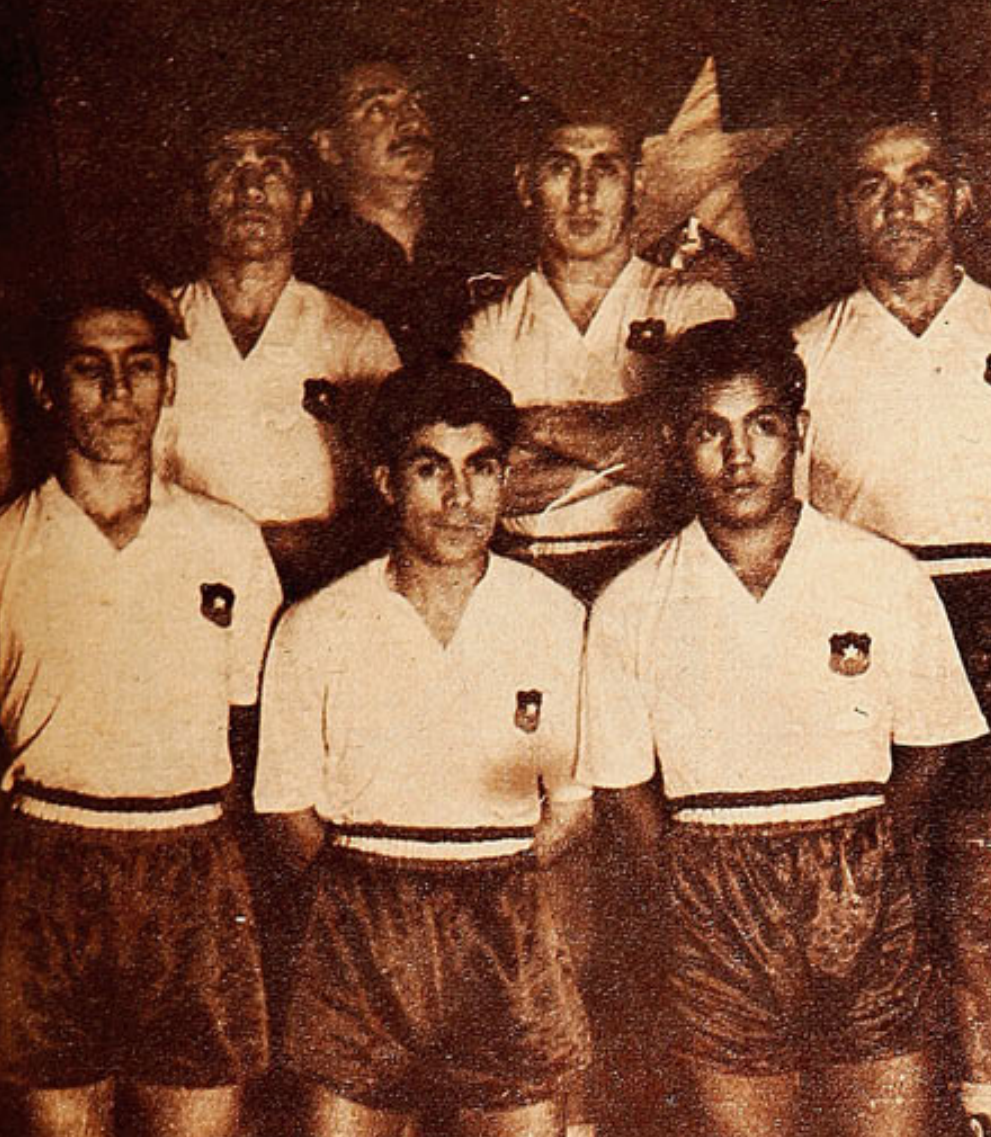
Equipo chileno campeón latinoamericano de boxeo 1948.

En 1920, fue creado el Campeonato Sudamericano de Boxeo Amateur, torneo organizado por la Confederación Latinoamericana de Boxeo Amateur, que posteriormente fue denominada Confederación Latinoamericana de Boxeo Amateur. En esa primera edición los únicos competidores fueron Argentina y Uruguay, resultando ganadora la primera de estas naciones.
Ya con el rótulo de Campeonato Latinoamericano, los torneos seguían adquiriendo relevancia avanzados los Años 1940. En 1946, el evento deportivo se disputó en Santiago de Chile. La prensa de la época destacó la masiva asistencia de espectadores al Estadio Independencia, propiedad de Universidad Católica, con capacidad para 16 400 personas. Aunque algunos combates eran criticados por la falta de técnica, la mayoría de las contiendas derrochaban bríos y así entusiasmaban al público apretujado en las tribunas. En ese contexto, destacaban excepciones como los chilenos Raúl Vega, Manuel Videla, el peso mosca uruguayo Pedro Carrizo y el argentino Roberto Duarte. Una de las polémicas del torneo fue el fallo que dio el triunfo a Pascual Pérez, quien luego sería medallista de oro en los Juegos Olímpicos de Londres 1948, sobre el mencionado Vega. Pese a que el comienzo del equipo argentino fue arrollador, con cuatro representantes como ganadores, en comparación con los dos triunfos obtenidos por Chile y Uruguay, el país anfitrión remontó en las dos jornadas siguientes.
En algunas versiones del campeonato, los errores notorios en las decisiones de los jueves generaron controversias y reacciones en las delegaciones. En 1947, el Campeonato se desarrolló en Sao Paulo, Brasil. Por sobre las consideraciones técnicas, los fallos de los jurados acapararon los comentarios de la época. El campeón fue Brasil, pero su triunfo fue cuestionado por el resultado de contiendas que debían resolverse por puntaje. Por este motivo, Argentina se retiró del certamen. El boxeador uruguayo Felipe Suárez calificó el torneo como un "relajo". Según su apreciación, hubo una jornada donde al menos cuatro de cinco púgiles brasileños habían perdido en el puntaje, pero los jueces habían decretado cinco victorias a favor de los locales.
Entre las figuras que se presentaron en el Campeonato Latinoamericano de Boxeo Amateur destaca el chileno Celestino González, campeón en las ediciones de 1946, 1947 y 1948.

## Campeones

### Campeonato Sudamericano de Boxeo Amateur
| Edición    | Año  | Sede         | Campeón   | Subcampeón | Recinto          |
| ---------- | ---- | ------------ | --------- | ---------- | ---------------- |
| I          | 1920 | Montevideo   | Argentina | Uruguay    |                  |
| Postergado |      |              |           |            |                  |
| II         | 1922 | Santiago     | Chile     | Argentina  |                  |
| III        | 1923 | Buenos Aires | Argentina | Chile      |                  |
| IV         | 1924 | Santiago     | Chile     | Argentina  | Hippodrome Circo |
| V          | 1925 | Montevideo   | Uruguay   |            |                  |
| VI         | 1926 | Argentina    | Argentina |            |                  |
| VII        | 1927 | Santiago     | Chile     | Argentina  | Hippodrome Circo |
| VIII       | 1928 | Buenos Aires | Argentina | Chile      |                  |

### Olimpiada Latinoamericana de Boxeo Amateur
| Edición | Año  | Sede   | Campeón             | Subcampeón | Recinto |
| ------- | ---- | ------ | ------------------- | ---------- | ------- |
| I       | 1922 | Brasil | Argentina y Uruguay | Desierto   |         |

### Campeonato Latinoamericano de Boxeo Amateur
| Edición    | Año  | Sede         | Campeón   | Subcampeón | Recinto                |
| ---------- | ---- | ------------ | --------- | ---------- | ---------------------- |
| I          | 1929 | Santiago     | Chile     |            | Estadio Reina Victoria |
| XV         | 1941 | Santiago     | Chile     | Argentina  | Estadio Chile          |
| XIX        | 1945 | Buenos Aires | Argentina | Chile      | Estadio Gasómetro      |
| XX         | 1946 | Santiago     | Chile     |            | Estadio Independencia  |
| XXI        | 1947 | Sao Paulo    | Brasil    | Chile      | Estadio Pacaembú       |
| XXII       | 1948 | Santiago     | Chile     | Argentina  | Estadio Nacional       |
| Postergado |      |              |           |            |                        |
| XXIII      | 1950 | Guayaquil    | Argentina | Chile      |                        |
| XXVII      | 1957 | Santiago     | Chile     | Argentina  | Teatro Caupolicán      |